# ابن إسحاق
محمد بن إسحاق بن يسار المدني (80 هـ - 699 / 151 هـ - 769م): حافظ، محدث، إخباري، نسابة، ومن قدماء مؤرخي العرب، ومن أبرز علماء وحفاظ الحديث. من أهل المدينة. له (السيرة النبوية) هذبها عبد الملك بن هشام، وفي ذلك قال ابن العِماد الحنبلي: « والإمام محمد بن إسحاق بن يسار، صاحب السيرة، وكان بحرا من بحور العلم، ذكيا حافظا، طلّابة للعلم، أخباريا، نسابة.. ومن كتب ابن إسحاق أخذ عبد الملك بن هشام، وكلّ من تكلم في السّير فعليه اعتماده».
ولد ابن إسحاق في المدينة المنورة سنة 80 هـ، ورأى بعض الصحابة المعمرين أمثال: أنس بن مالك، ومحمود بن الربيع، وسهل بن سعد. أقبل على علم الحديث بالمدينة المنورة والحجاز في سن مبكرة، فأخذ عن عدد كبير من كبار أعيان التابعين، ومنهم: القاسم بن محمد بن أبي بكر الصديق، وأبان بن عثمان بن عفان، ويحيى بن سعيد الأنصاري ثم أخذ يتجه إلى مختلف العلوم، وراح يتتلمذ على علماء عصره، مثل: عاصم بن عمر بن قتادة، عبد الرحمن بن هرمز، والزهري؛ ويعد أشهر تلاميذ هذا الأخيرعلى الإطلاق. ولم يكتفِ بذلك، بل رحل إلى الإسكندرية سنة 115 هـ فولع بالأدب وأظهر الاهتمام بمعرفة التاريخ ووقائع العرب وأيامهم، ثم نزل العراق بعد ارتقاء العباسيين سدة الحكم 132 هـ. فنزل الكوفة، والجزيرة، والري، واتصل بالمنصور، وألف له كتابا في التاريخ منذ خلق آدم إلى يومه، واختصره في كتاب المغازي. وكان في آخر أمره سكن بغداد فمات فيها، ودفن بمقبرة الخيزران سنة 151 هـ الموافقة 769م.
وكان من حفاظ الحديث المتقنين، حتى لقب بأمير المؤمنين في الحديث في زمانه، وفي ذلك يقول ابن حبان: «محمد بن إسحاق أمير المؤمنين في الحديث، ومن أحسن الناس سياقا للأخبار». وهو من ثقات مؤرخي التاريخ العربي الإسلام، قال الشافعي: «من أراد أن يتبحر في المغازي، فهو عيال على محمد بن إسحاق». وكتابه (المبتدأ والمبحث والمغازي) وصلنا قطعة صغيرة منه. وهو أوّل من ألّف في السيرة النبوية ومن أوائل من ألّف في تاريخ العرب، وفي ذلك قال ابن سعد: «محمد بن إسحاق أول من جمع مغازي رسول الله ﷺ وألفها»، وقال صاحب سير أعلام النبلاء: « محمد بن إسحاق أول من دون العلم بالمدينة، وذلك قبل مالك وذويه، وكان في العلم بحرا عجاجا.». وعقد كتابه قي ثلاثة أقسام، أخبار الخليقة من آدم حتى إسماعيل، أخبار العرب في الجاهلية من إسماعيل وحتى المبعث، أخبار النبي ومغازيه وجملة من أخبار عصر الخلافة الراشدة. ونجد مقتطفات من كتابه في تاريخ الطبري وتاريخ خليفة بن خياط وغيرهم.

## سيرته وحياته

### مولده ونشأته

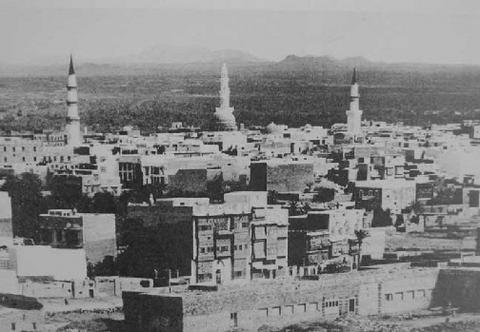
منظر عام للمدينة المنورة، حيث نشأ وشاب ابن إسحاق.

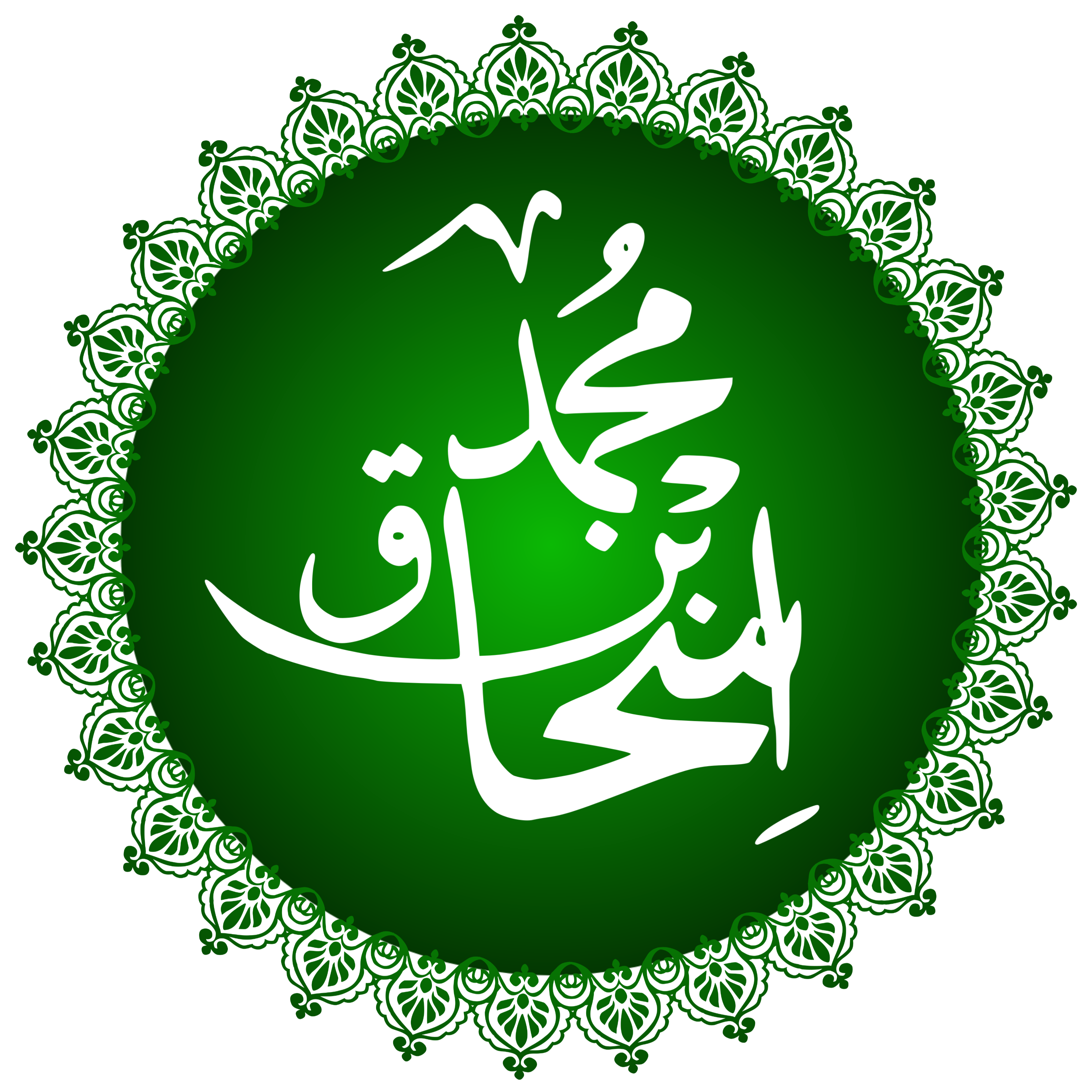

ولد ابن إسحاق سنة 80 هـ، قال الذهبي: «ولد ابن إسحاق سنة ثمانين ورأى أنس بن مالك بالمدينة». نشأ ابن إسحاق في أسرة من الموالي. وكان جده يسار عربيًا مسيحيًا، من سبي عين تمر بالعراق سنة 12 هـ، أرسل مع الأسرى اللآخرين إلى المدينة، وصار رقيقًا عند بني قيس بن مخرمة بن المطلب، وأعتق بعد اعتناقه الإسلام. والبعض يزعم أن جده يسار، كان عبدًا مملوك لقريش في زمن النبي ﷺ، وأن يسار هذا له صحبة، وقد روت كرامة بنت محمد بن إِسحاق بن يسار، عن أَبيها محمد، عن أَبيه إِسحاق، عن جده يسار:«أَنه أَتى النبي ﷺ فمسح رأَسه ودعا له بالبركة». وذُكر في موجز دائرة المعارف الإسلامية إن ابن إسحاق "مؤلف عربى وثَبْت في الحديث. وهو حفيد يسار الذى أسر عام ١٢ هـ (٦٣٣ م) في الكنيسة بعين التَمْر بالعراق ثم جُلِب إلى المدينة وأصبح من موالى قبيلة عبد الله بن قيس، وهناك شبَّ محمد...كان ابن إسحاق عراقى الأصل حقًّا لأن جده يسارًا أسر في العراق".
وكان ليسار أبناء ثلاثة، تزوج أحدهم، المسمى إسحاق، ابنة مولى يسمى صبيح، فأنجبت له محمدًا صاحب المغازي فيما بعد، وقد ترعرع ابن إسحاق في المدينة المنورة وأدرك بعض الصحابة المعمرين أمثال: أنس بن مالك، أم سعد بنت سعد الأنصارية. وكان والده إسحاق وعمه موسى وعبد الرحمن من المحدثين المعروفين. كما كان له أخوة من رواة الحديث هما عمر وأبو بكر.

### طلبُه للعلم وشيوخه
شرع ابن إسحاق في طلب العلم في سن مبكرة، وكان أبوه قبله مشغوفا بجمع الأحاديث والأخبار، وغالبًا ما يروي عن أبيه في كتبه. فلابد لذلك أن يكون محمد بن إسحاق اضطر إلى الاشتغال منذ حداثته برواية الحديث، ووسع فيما بعد مداركه بزيارة أشهر العلماء من أمثال عاصم بن عمر بن قتادة، وعبد الله بن أبي بكر الأنصاري، وابن شهاب الزهري، وقد رجع إلى الثلاثة جميعهم في كتابه، وكان الزهري بالأخص يجله ويركز عليه من بين طلابه، وفي ذلك روى الخطيب البغدادي بسنده:«رأيت الزهري أتاه محمد بن إسحاق، فاستبطأه فقال له: أين كنت؟ قال: وهل يصل إليك أحد مع حاجبك، قال: فدعا حاجبه، فقال له: لا تحجبه إذا جاء». ولكن ابن إسحاق لم يكتفي، وحاول أيضًا أن يحصل على الأخبار من كل مكان آخر، ويذكر قرابة مئة راوٍ من المدينة وحدها.
وعندما بلغ نيف وثلاثون سنة رحل إلى الإسكندرية سنة 115 هـ، وتتلمذ ليزيد بن أبي حبيب، وتلقى عنه كتابه في (سفراء النبي) وأخذ عن جماعة من محدثي مصر، وفي ذلك يقول أبو يونس المصري:« محمد بن إسحاق بن يسار: يكنى أبا بكر، ويقال: أبو عبد الله. مدني، قدم الإسكندرية سنة خمس عشرة ومائة. روى عن جماعة من أهل مصر وغيرهم، منهم: عبيد الله بن المغيرة، ويزيد بن أبي حبيب .. وروى عنه من أهل مصر الأكابر، منهم: يزيد بن أبي حبيب».
ولما عاد إلى موطنه المدينة، أبرزه أستاذه ابن شهاب الزهري للحاضرين في عام 123 هـ، وكان الزهري ينصح طلابه بإبن إسحاق، وحكى أبو القاسم السهيلي الآتي: «عن الزهري أنه خرج إلى قريته ادام، فرج إليه طلاب الحديث، فقال لهم: أين أنتم من الغلام الأحول،  أو قد خلفت فيكم الغلام الأحول يعني ابن إسحاق»، وفي مناسبه أخرى قال: «من أراد المغازي فعليه بابن إسحاق»، وقال الزهري أيضًا:« لا يزال بالمدينة علم جم ما دام فيهم ابن إسحاق». وقد قابل سفيان بن عيينة ابن إسحاق في المدينة سنة 132 هـ.
وأخيرًا صار مقام ابن إسحاق في بلدته غير ملائم له، فقد مني فيها بعداوة رجلين، عداوة هشام بن عروة ومالك بن أنس، وقيل عداوة هشام كانت بسبب أنه كان يدخل على زوجته ويأخذ الحديث عنها، أما خصومة مالك بن أنس، فلها أسباب أخرى. وقد كان ابن إسحاق صرح بعدم رضاه عن علم مالك، ويخبرنا تلميذ ابن إسحاق: عبدالله بن إدريس لعبارة ابن إسحاق، وبجواب مالك عنها: «كنت عند مالك بن أنس، فقال له رجل: إن محمد بن إسحاق يقول: أعرضوا على علم مالك بن أنس فإني أنا بيطاره، فقال مالك: دجال من الدجاجلة يقول اعرضوا علي علي». وربما كانت بسبب تمسك ابن إسحاق بمذهب القدر، ويقرر أبو زرعة أن دحيما، صرح له بأن سبب خصومة مالك لاب إسحاق آراؤه في القدر.
غادر ابن إسحاق المدينة المنورة بصفة نهائية إلى العراق بعد قيام الدولة العباسية، وأرتحل إلى الكوفة سنة 134 هـ فسمع منه أهلها، فسمع منه المؤرخ أبو مخنف وتأثر، وفيها - الكوفة - ذاع صيته فاتصل به الأمراء والولاة. وفي سنة 141 هـ - وقيل قبيل ذلك - أقام ابن إسحاق فترة قصيرة في معية العباس بن محمد والي الجزيرة، ثم في سنة 142 هـ قصد أبو جعفر المنصور في الحيرة، فكتب لولده المهدي كتاب المغازي والسير ما بين (142 هـ - 760م/ و146 هـ - 763م)، وهو في الري. ثم عاد إلى بغداد بعد أن نزلها أبو جعفر المنصور للمرة الأولى، فأقام فيها إلى وفاته، وفي ذلك قال الحموي: «وكان  محمد بن إسحاق مع العباس بن محمد بالجزيرة، وكان قصد أبا جعفر المنصور بالحيرة، فكتب إليه المغازي. فسمع منه أهل الكوفة لذلك السبب، وسمع منه أهل الجزيرة حين كان مع العباس بن محمد. وأتى الري فسمع من أهلها، فرواته من هذه البلدان أكثر ممن روى عنه أهل المدينة. وأتى بغداد فأقام بها إلى أن مات».

## الآراء والمواقف حوله
يُعتبر ابن إسحاق أحد أشهر مؤرخي العرب وهو عند العلماء المسلمين أفضل من كتب في السيّر والأخبار والمغازي، وهُناك الكثير مِمَن أثنى عليه من العلماء المسلمين، وفي المُقابل اتّهم ابن إسحاق بالقَدَريّة، وذُكر أنّه قد جُلِدَ بسبب ذلك، كما واتهّم بالتّشيّع، وهذان الأمران لم يثبتا عن ابن إسحاق أبدًا
ومن أقوال العلماء فيه:
- قال الشافعي: «من أراد أن يتبحر في المغازى فهو عيال على محمد بن إسحاق»[40]
- قال ابن حبان: «لم يكن أحد بالمدينة يقارب ابن إسحاق في علمه، ولا يوازيه في جمعه»[41]
- قال ابن حجر: «إمام المغازي صدوق يدلس ورمي بالتشيع والقدر»[37]
- قال أبو يعلى الخليلي: «عالم واسع الرؤية والعلم، ثقة»[42]
- قال أبو حاتم الرازي: «ليس عندي في الحديث بالقوي ضعيف الحديث وهو أحب إلى من أفلح بن سعيد يكتب حديثه»[43]
- قال الدارقطني: «اختلف الأئمة فيه، وأعرفهم به مالك»[44] وحين سُئل عن رواية ابن إسحاق عن أبيه قال «لا يحتج بهما، وإنما يعتبر بهما»[44]
- قال أبو زرعه الدمشقي: «رجل قد اجتمع الكبراء من أهل العلم على الأخذ عنه»[39]
- قال ابن عدي الجرجاني: «قد فتشت أحاديث ابن إسحاق الكثير فلم أجد في أحاديثه ما يتهيأ أن يقطع عليه بالضعف، وربما أخطأ، أو وهم كما يخطئ غيره، ولم يختلف في الروايه عنه الثقات والأئمة، وهو لا بأس»[45]
- قال أبو زرعة الرازي: «صدوق» وقال «من تكلم في محمد بن اسحاق هو صدوق»[44]
- قال أبو معاوية الضرير: «كان ابن إسحاق أحفظ الناس»[46]
- قال أحمد بن حنبل: «حسن الحديث، وليس بحجة»[47]
- قال يحيى بن معين: «ثقة لكن ليس بحجة»[48]
- قال مالك بن أنس: «دجال من الدجاجلة»[49] وقال «نحن أخرجناه من المدينة»[50]
- قال ابن البرقي: «لم أر أهل الحديث يختلفون في ثقته، وحسن حديثه وروايته، وفي حديثه عن نافع بعض الشيء»[51]
- قال الذهلي: «هو حسن الحديث عنده غرائب»[52]

## مؤلفاته
غادر ابن إسحاق المدينة فأتى الكوفة والجزيرة والريّ والحيرة وبغداد. واجتذبه المنصور العباسي، وكلّفه تأليف كتاب لولي عهده، ابنه المهدي، فلما أنجزه وجده المنصور مطوّلاً، فقال له: اذهب فاختصره، فعاد وقدّم السيرة، وهو أول كتاب من كتب رواة التأليف التاريخي انتهت إلينا قطع منه وهو ثلاثة أقسام:
- المبتدأ: وهو تاريخ العصر الجاهلي منذ الخليقة.
- المبعث: وهو تاريخ النبي حتى السنة الأولى للهجرة،
- المغازي: حتى وفاة النبي.

لم تصل النسخة الأصلية من سيرة ابن إسحاق كاملة، وإنما وصل مختصر ابن هشام لها، وكان ابن هشام قد روى السيرة عن أحد تلامذة ابن إسحاق، وهو البكائي.
أخذ على الكتاب قسمه الأوّل «المبتدأ»، وطُعن فيه، وهو القسم الذي استمد أكثره من وهب بن منبّه، أورد فيه مقتبسات شعرية لا وزن لها، ولم يذكر من أنشده إياها، ولذلك قال عنه محمد بن سلام الجُمَحيّ إنه هجّن الشعر وأفسده، مع أن قصائد كثيرة استشهد بها ابن إسحاق لم تكن مزيّفة، وأن قسما ً كبيراً منها لا يتطرق الشك إلى صحته. وأخذ على هذا القسم أيضاً اعتماده على التوراة ونقله عن اليهود والنصارى والمجوس نقلاً حرفياً، واصفاً إيّاهم بأنهم أهل العلم من أهل الكتاب الأُوَل. لذلك حذف ابن هشام ما أثبته ابن إسحاق من تاريخ الأنبياء بين آدم وإبراهيم، وأهمل كذلك من فروع إسماعيل الفروع التي لم تكن في أجداد النبي .
وقد اعتُرف بفضل ابن إسحاق في جمع الأحداث وترتيبها وتبويبها، إلاّ أنه كان قليل الإسناد في القسم الأول من كتابه، كثيره في القسمين الثاني والثالث.
ومع ما أُخِذ على ابن إسحاق من اتصاله بالعباسيين، حتى قيل عنه: حاباهم في العبّاس، ومع إمساك بعض العلماء عن الاحتجاج برواياته، فقد وصفه كثيرون بأنه ثقة، وشهدوا بفضله ورووا عنه، وممن روى عنه سفيان بن سعيد الثوري وشعبة بن الحجاج وسفيان بن عيينة ويزيد بن زريع وإبراهيم بن سعد وإسماعيل بن عُليّة ويزيد بن هارون ويعلى ومحمد ابنا عبيد وعبد الله بن نمير وغيرهم. قال الشافعي: «من أراد أن يتبحّر في المغازي فهو عيال على محمد بن إسحاق» وقال الزُهري: «من أراد المغازي فعليه بابن إسحاق»، أما أبو زرعة الدمشقي فقال عنه: «ابن إسحاق رجل قد أجمع الكبراء من أهل العلم على الأخذ عنه وقد اختبره أهل الحديث فرأوا فيه صدقاً وخيراً». وقال سفيان بن عيينة: «ما أدركت أحدا يتهم ابن إسحاق في حديثه». أما ابن حيان فوصفه بأنه أحسن الناس سياقاً للأخبار.
وفي السنوات الماضية عثر على قسم منها محمد حميد الله على نسخة نادرة منها وقام بتحقيقها ونشرها.

### مختصر ابن هشام
ومختصر ابن هشام لسيرة ابن إسحاق ما يزال مرجعاً فريداً يعوّل عليه الدارسون، وقد شرحه السهيلي (ت 581هـ) في «الروض الأُنُف». وقد ذكر ابن النديم كتاباً آخر لابن إسحاق عنوانه:«تاريخ الخلفاء».
يعتبر المؤرخ المسلم محمد بن إسحاق بن يسار أول من كتب السيرة النبوية والمنسوبة خطأ لابن هشام ولذلك يذكر ابن هشام في كل عبارة (قال محمد بن إسحاق) في كتابه سيرة بن هشام . وعن أحمد بن عبد الجبار قال: قال يونس بن بكير: كل شيء من حديث ابن إسحاق مسند، فهو أملاه علي، أو قرأه علي، أو حدثني به، وما لم يكن مسنداً، فهو قراءة؛ قرئ على ابن إسحاق.
وعند المسلمين إجماع على أن أوائل المصنفين في السيرة محمد بن إسحاق وقد اتفق جمهور العلماء والمحدثين على توثيقه، إلا ما روي عن مالك، وهشام بن عروة بن الزبير من تجريحه، وقد حمل كثير من العلماء المحققين تجريح هذين العالمين الكبيرين له بعداوات شخصية كانت قائمة بينهما وبين ابن إسحاق.

### كتابه المغازي
اشتهر محمد بن إسحاق باهتمامه البالغ في علم المغازي، حتى كان أول من جمع المغازي في مصنف كامل، وقال فيه الإمام الشافعي رضي الله عنه : من أراد أن يتبحر في المغازي فهو عيال على محمد بن إسحاق . وقال ابن عدي : لو لم يكن لابن إسحاق من الفضل إلا أنه صرف الملوك عن الاشتغال بكتب لا يحصل منها شيء، إلى الاشتغال بمغازي رسول الله صلى الله عليه وسلم ومبعثه، ومبتدأ الخلق، لكانت هذه فضيلة سبق بها . وقال الإمام الذهبي: قد كان في المغازي علامة .
ألف ابن إسحاق كتابه المغازي من أحاديث وروايات سمعها بنفسه في المدينة ومصر، ومن المؤسف أن هذا الكتاب لم يصل إلينا، فقد فُقِدَ فيما فُقِدَ من تراثنا العلمي الزاخر، ولكن مضمون الكتاب بقي محفوظا بما رواه عنه ابن هشام في سيرته عن طريق شيخه البكائي الذي كان من أشهر تلامذة ابن إسحاق.

## وفاته

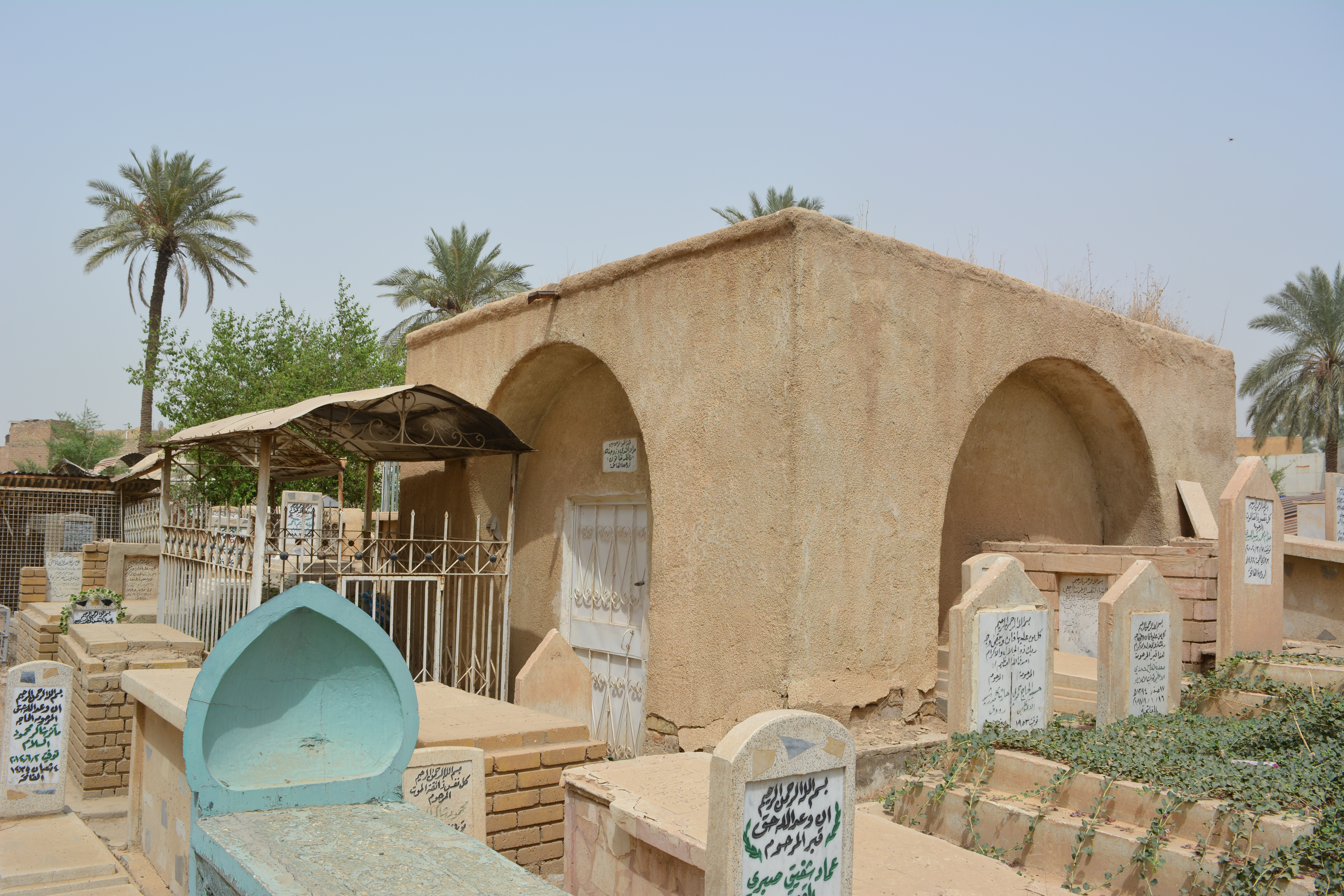
مقبرة الخيزران، حيث دفن ابن إسحاق.

توفي محمد بن إسحاق في بغداد سنة 151 هـ/ 768م، ودفن في مقبرة الخيزران عن عمر ناهز سبعون سنة.